# Balbuena (estación)
Balbuena es una de las estaciones que forman parte del Metro de la Ciudad de México, perteneciente a la Línea 1. Se ubica en el oriente de la Ciudad de México, en la alcaldía Venustiano Carranza.

## Información general
Debe su nombre a localizarse en la colonia Jardín Balbuena, diseñada por el arquitecto Mario Pani Darqui y Agustín Landa Verdugo, y nombrada en honor al poeta español Bernardo de Balbuena autor entre otras obras de: Grandeza mexicana, Compendio apologético en alabanza de la poesía o Siglo de oro en las Selvas de Erífile entre otros. La imagen de la estación representa 4 flores, en representación de la palabra jardín.

### Remodelación
La estación fue clausurada el 11 de julio de 2022 debido a los trabajos de remodelación de la Línea 1 del Metro. El proyecto contemplaba inicialmente la reapertura de la estación en febrero de 2023. Durante la remodelación se habilitaron varias rutas de autobuses de RTP para suplir la demanda de transporte.
La estación fue reabierta el 29 de octubre de 2023, siete meses después de la fecha prevista. La reapertura incluyó que el acceso a la estación sólo se pudiera realizar mediante la tarjeta de movilidad integrada, retirando la posibilidad de ingresar mediante boleto.

## Afluencia
| Tipo de día   | Afluencia promedio "Línea 1" |
| ------------- | ---------------------------- |
| Día festivo   | 6.280                        |
| Día laboral   | 13.779                       |
| Fin de semana | 9.206                        |
| Anual         | 4.478.268                    |

La siguiente tabla muestra la afluencia de la estación en los últimos 10 años:
| Afluencia Anual de Pasajeros | Afluencia Anual de Pasajeros | Afluencia Anual de Pasajeros | Afluencia Anual de Pasajeros | Afluencia Anual de Pasajeros | Afluencia Anual de Pasajeros |
| ---------------------------- | ---------------------------- | ---------------------------- | ---------------------------- | ---------------------------- | ---------------------------- |
| Año                          | Afluencia                    | A Diario                     | Ranking                      | Incremento                   | Ref.                         |
| 2024                         | -                            | -                            | -                            | -                            |                              |
| 2023                         | 375,147                      | 1,027                        | 187°/187                     | -76.64%                      | [ 6 ]                        |
| 2022                         | 1,606,016                    | 4,400                        | 164°/175                     | -28.50%                      | [ 6 ]                        |
| 2021                         | 2,246,042                    | 6,153                        | 131°/195                     | -17.85%                      | [ 7 ]                        |
| 2020                         | 2,734,008                    | 7,469                        | 125°/195                     | -44.23%                      | [ 8 ]                        |
| 2019                         | 4,902,639                    | 13,431                       | 133°/195                     | +2.33%                       | [ 9 ]                        |
| 2018                         | 4,791,005                    | 13,126                       | 130°/195                     | +5.27%                       | [ 10 ]                       |
| 2017                         | 4,551,153                    | 12,468                       | 132°/195                     | -7.92%                       | [ 11 ]                       |
| 2016                         | 4,942,850                    | 13,505                       | 125°/195                     | -3.00%                       | [ 12 ]                       |
| 2015                         | 5,095,489                    | 13,960                       | 118°/195                     | -6.38%                       | [ 13 ]                       |

## Conectividad

### Salidas
- Sur: Calzada Ignacio Zaragoza casi esquina con Calle Anselmo de la Portilla, Colonia Jardín Balbuena.
- Norte: Calzada Ignacio Zaragoza esquina Calle 17, Colonia Moctezuma, 1.ª sección.

### Conexiones
Existen conexiones con las estaciones y paradas de diversos sistemas de transporte:
- La estación cuenta con un CETRAM.